# Lois fondamentales d'Israël
Les lois fondamentales d’Israël sont une série de lois à caractère constitutionnel adoptées par la Knesset.
Ces lois ne peuvent être remises en question sans un vote à la majorité absolue.

## Histoire
À l'instar du Royaume-Uni ou de la Nouvelle-Zélande (qui n'ont pas de constitution codifiée) et du Canada et de l'Autriche, l'État d’Israël n'a pas de constitution unifiée. Bien que la déclaration d’indépendance du 14 mai 1948 annonçât l'existence d'une Constitution devant « être adoptée par une Assemblée constituante [avant] le 1er octobre 1948 », les dissensions entre les religieux et les laïcs empêchèrent la rédaction d’un texte constitutionnel unique.
Le Premier ministre David Ben Gourion engagea l’Assemblée (Knesset)  à ne pas achever ses travaux constitutionnels avant le retour des Juifs du monde entier dans leur patrie. Selon certains historiens, il souhaitait également repousser l’introduction de pouvoirs susceptibles de s’opposer aux siens.
Une partie des Juifs religieux rejetait l’idée d’un document qui aurait pour l’État une autorité supérieure aux textes religieux comme la Torah, le Tanakh ou le Choulhan Aroukh. Au début des années 1990, le chef du Shass, Aryé Dery, déclarait encore que si les Dix Commandements lui étaient présentés comme un projet de constitution, il refuserait de les signer.
Le 13 juin 1950, la première Knesset trouva un compromis avec la résolution Harari : plutôt que de rédiger immédiatement une Constitution complète, elle chargea son comité de la constitution, des lois et de la justice d’adopter le document chapitre par chapitre. Chacun entrerait en vigueur avec le caractère de loi fondamentale et ils seraient assemblés en une Constitution après l’adoption du dernier.
Entre 1958 à 1988, neuf lois fondamentales furent adoptées relatives à l’organisation des institutions politiques.
En 1992, la Knesset adopta les deux premières relatives aux droits fondamentaux, ce qui permit par la suite à la Cour suprême d’Israël de se déclarer compétente en matière de contrôle de constitutionnalité.
Le comité de la constitution, des lois et de la justice de la Knesset s’est récemment[Quand ?] remis à sa tâche de rédaction d’une Constitution complète. Il a présenté une série de propositions le 13 février 2006, qui pourraient permettre de mettre fin au système des lois fondamentales et de finir d’appliquer la résolution Harari. Les chefs des trois principaux partis politiques – Ehud Olmert pour Kadima, Amir Peretz pour le Parti travailliste et Benyamin Netanyahou pour le Likoud – ont accepté ce travail et ont déclaré que la 17e Knesset devrait examiner le projet d’un texte complet en séance plénière.

## Liste des lois fondamentales
Le nom des textes en vigueur est indiqué en gras.
- 1958 : La Knesset
- 1960 : Les terres d’Israël
- 1964 : Le président de l’État
- 1968 : Le Gouvernement
- 1975 : L’économie nationale
- 1976 : Les Forces de défense d'Israël
- 1980 : Jérusalem, capitale d'Israël
- 1984 : Le pouvoir judiciaire
- 1988 : Le contrôleur de l’État
- 1992 : Dignité humaine et liberté
- 1992 : Le Gouvernement
- 1992 : Liberté professionnelle
- 1994 : Liberté professionnelle
- 2001 : Le Gouvernement
- 2018 : Israël, État nation du peuple juif[1]

### Principes
Loi sur la Knesset (1958)
La loi sur la Knesset définit la Knesset comme le parlement du pays et Jérusalem comme son siège.
- Ses membres sont élus par le peuple de façon secrète dans des élections proportionnelles.
- Tous les citoyens  israéliens âgés de plus de 18 ans disposent du droit de vote.
- Aucun candidat ne peut se présenter au sein de la Knesset s'il exerce certaines professions comme magistrat ou comme grand rabbin
- Aucune personne ne peut siéger au sein de la Knesset si elle s'oppose à l'existence de l’État d’Israël en tant que pays juif et démocratique ou si elle tient des propos racistes ou si elle appelle à la violence contre l’État.
- Les réunions de la Knesset sont publiques et elle siège pour quatre ans.
- Les publications par la presse de ce qui se dit au sein de la Knesset ne sauraient faire l'objet d'aucune poursuite

### Critiques
Le système issu de la résolution Harari est critiqué au motif que les lois ont été adoptées par un comité ne regroupant qu’une partie de la Knesset et n’ont donc pas fait l’objet d’un débat national ou n’ont pas été légitimées par un référendum. Ces lois peuvent être amendées à la majorité absolue (outre l'article 44 qui prévoit une majorité à 80 sièges), alors que la pratique dans les autres démocraties est une majorité qualifiée  (ou un référendum). Ce mode d’adoption et d'amendement permettrait de remettre en cause leur caractère constitutionnel.
D’autres considèrent que le simple fait qu'elles aient été adoptées par la Knesset agissant en qualité d'Assemblée constituante leur donne leur caractère constitutionnel et supérieur aux autres lois.